# Leptogorgia caryi
Leptogorgia caryi is een zachte koraalsoort uit de familie Gorgoniidae. De koraalsoort komt uit het geslacht Leptogorgia. Leptogorgia caryi werd in 1868 voor het eerst wetenschappelijk beschreven door Verrill. 